# 2007년 그리스 총선거

그리스 의회의 의원 300명을 선출하는 그리스 의회 선거가 2007년 9월 16일 일요일에 열렸다. 두 번에 걸쳐 집권한 코스타스 카라만리스의 신민주주의당이 1위로 41.83%를 얻었으며, 요르요스 파판드레우와 범그리스 사회주의 운동이 38.10%를 얻었다. 신민주주의당은 과반을 확보하였으나, 300석 가운데 152석으로 매우 근소한 수치이다. 마르크스-레닌주의 공산당인 그리스 공산당은 8.15%를 얻어 원내 22석을 확보하였다. 그 밖에 사회민주당인 시리자와 우익 정당인 대중정교회연대가 처음으로 의석을 얻었다.
상위 두 정당 사이의 격차가 겨우 4% 정도에 지나지 않아 요르요스 파판드레우는 당내 재신임 투표를 공언한 가운데, 에방겔로스 베니젤로스와 코스타스 스칸달리디스도 당 대표직 출마를 선언하였다.